# ملكة جمال الولايات المتحدة الأمريكية 2012
ملكة جمال الولايات المتحدة الأمريكية 2012 (بالإنجليزية: Miss USA 2012) هي مسابقة ملكة جمال الولايات المتحدة الأمريكية الواحدة والستين في تاريخ مسابقة ملكة جمال الولايات المتحدة الأمريكية، منذ انطلاقتها عام 1952، عقدت مسابقة في مسرح زابوس في منتجع وكازينو بلانيت هوليوود لاس فيغاس ، نيفادا في 3 يونيو 2012 ، تنافست الولايات الخمسون ومقاطعة كولومبيا على اللقب، في نهاية الحدث توجت أوليفيا كولبو من رود آيلاند من قبل أليسا كامبانيلا من كاليفورنيا . مثلت أوليفيا كولبو الولايات المتحدة الأمريكية في ملكة جمال الكون 2012 وأصبحت ثامن ملكة جمال أمريكية تفوز بلقب مسابقة ملكة جمال الكون.

## الخلفية

### اختيار المتسابقات
تم اختيار مندوبة واحدة من كل ولاية ومقاطعة كولومبيا في مسابقات الدولة التي بدأت في يوليو 2011 وانتهت في يناير 2012. كانت مسابقة ملكة الولاية الأولى فلوريدا ، التي عقدت في 16 يوليو 2011 كما هو مقرر. كانت المسابقة النهائية في ولاية نيفادا ، التي أقيمت في 29 يناير 2012.
وكان ثمانية مندوبات فائزات سابقات بمسابقة ملكة جمال الولايات المتحدة الأمريكية ، بينما فاز أحدهم سابقًا بملكة جمال أمريكا والآخر في مسابقة ملكة جمال الأرض بالولايات المتحدة.

### الدور التمهيدي
قبل البث التلفزيوني النهائي ، تنافست المندوبات في المسابقة التمهيدية ، والتي تتضمن مقابلات خاصة مع الحكام وعرض تقديمي حيث يتنافسون في ملابس السباحة وفساتين السهرة. أقيمت المسابقة التمهيدية في 30 مايو 2012 ، الساعة 10 مساءً (بالتوقيت الشرقي) واستضافها شيت بوكانان وأليسا كامبانيلا ، وتم بثها عبر الإنترنت عبر Xbox Live عبر تطبيقات YouTube و MSN.

### نهائيات
خلال المسابقة النهائية ، تنافس الستة عشر المتسابقة الأوائل في ملابس السباحة ، بينما تنافس العشرة الأوائل في فساتين السهرة ، وتنافس الخمسة الأوائل في السؤال الأخير الذي وقعته لجنة من الحكام. تم تحديد الدور نصف النهائي السادس عشر من خلال التصويت عبر الإنترنت.

## النتائج

### المراكز النهائية
| النتائج النهائية                          | اسم المتنافسة |
| ----------------------------------------- | --- |

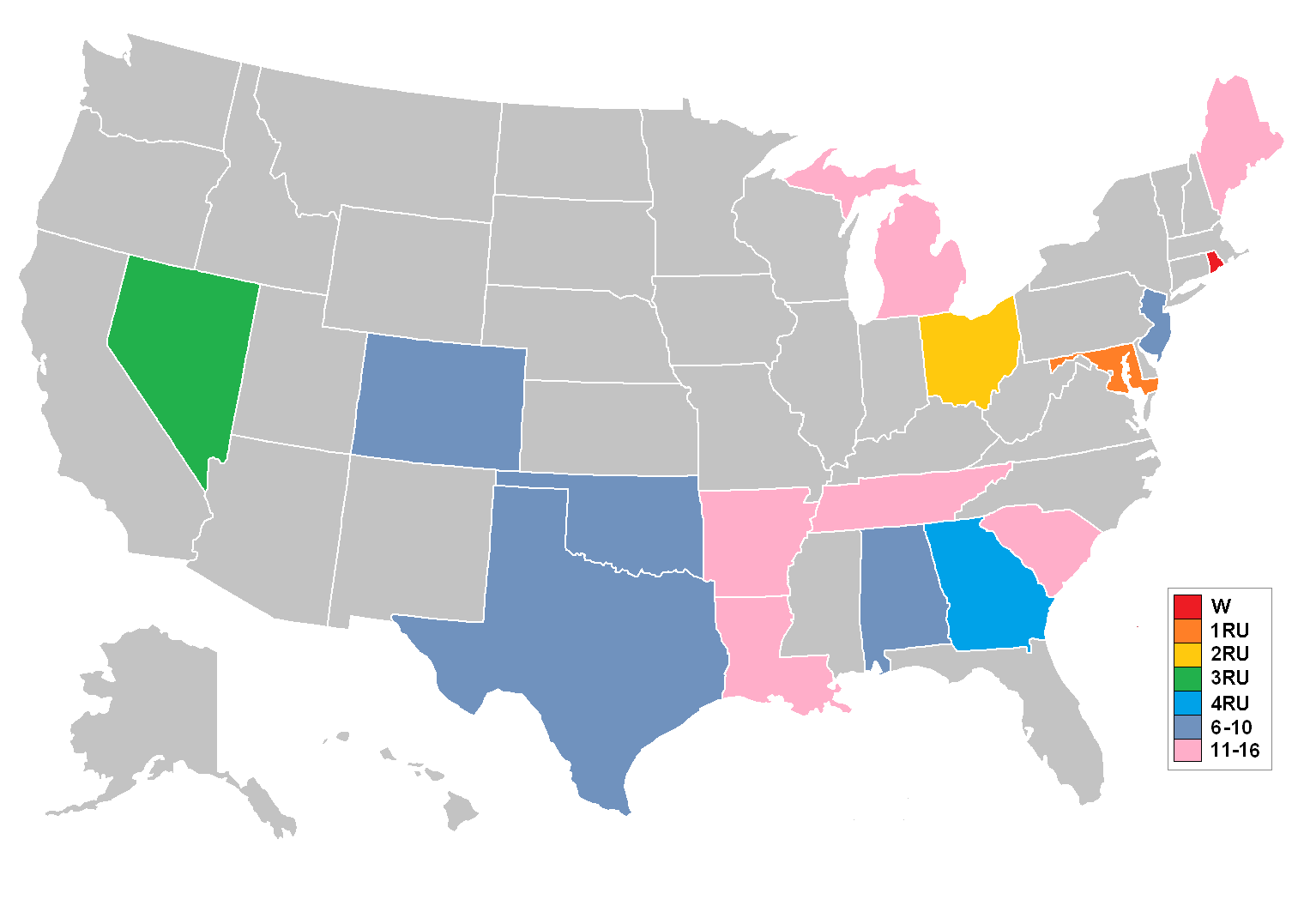
نتائج ملكة جمال الولايات المتحدة الأمريكية 2012

| ملكة جمال الولايات المتحدة الأمريكية 2012 | - رود آيلاند - اوليفيا كالبو ∞ |
| الوصيفة الأولى                            | - ماريلاند - نانا ميريويذر ∞ |
| الوصيفة الثانية                           | - أوهايو - أودري بولت |
| الوصيفة الثالثة                           | - نيفادا - جايد كيلسال |
| الوصيفة الرابعة                           | - جورجيا - جاز ويلكينز |
| أفضل 10                                   | - ألاباما - كاثرين ويب - كولورادو - ماريبيل غونزاليس - نيو جيرسي - ميشيل ليوناردو - أوكلاهوما - لورين لوندين - تكساس - بريتاني بوكر                            |
| أفضل 16                                   | - أركنساس - كيلسي داو ‡ - لويزيانا - إرين إيميستون - مين - راني ويليامسون - ميشيغان - كريستين دانيال - كارولاينا الجنوبية - إريكا باول - تينيسي - جيسيكا هيبلر |

‡ تم اختياره من لبن أفضل 16 اختيارًا أمريكيًا عبر الإنترنت 

∞ فوز اوليفيا كالبو بمسابقة ملكة جمال الكون 2012. استناداً لبروتوكول تنظيم المسابقة، تخلت كالبو من لقبها في مسابقة ملكة جمال الولايات المتحدة الأمريكية 2012 وحلت الوصيفة الأولى، نانا ميريويذر ، محلها بصفتها ملكة جمال الولايات المتحدة الأمريكية 2012.

### جوائز خاصة
| جائزة              | متنافسة                   |
| ------------------ | ------------------------- |
| ملكة جمال اللطافة  | - أيوا - ريبيكا هودج      |
| ملكة جمال الجاذبية | - أوريغون - ألينا بيرغزما |

### ترتيب الإعلانات
| 1. تينيسي 2. ألاباما 3. أوهايو 4. ميشيغان 5. ماريلاند 6. نيو جيرسي 7. تكساس 8. كولورادو 9. أوكلاهوما 10. لويزيانا 11. مين 12. جورجيا (ولاية أمريكية) 13. كارولاينا الجنوبية 14. رود آيلاند 15. نيفادا 16. أركنساس | 1. ألاباما 2. أوكلاهوما 3. أوهايو 4. جورجيا (ولاية أمريكية) 5. تكساس 6. كولورادو 7. نيو جيرسي 8. ماريلاند 9. رود آيلاند 10. نيفادا | 1. جورجيا (ولاية أمريكية) 2. نيفادا 3. رود آيلاند 4. ماريلاند 5. أوهايو |  |

## المتسابقات
| الولاية            | اسم المتسابقة        | العمر                  | الطول | بلد المنشأ              | المركز                                    | ملاحظات                                                                                      |
| ------------------ | -------------------- | ---------------------- | ----- | ----------------------- | ----------------------------------------- | -------------------------------------------------------------------------------------------- |
| ألاباما            | كاثرين ويب           | فينيكس سيتي            | 23    | 5 قدم 11 بوصة (180 سـم) | أفضل 10                                   |                                                                                              |
| ألاسكا             | جيسيكا كازميرتشاك    | سالشا                  | 22    | 5 قدم 9 بوصة (175 سـم)  |                                           |                                                                                              |
| أريزونا            | إريكا فرانتزفي       | سكوتسديل               | 23    | 5 قدم 8 بوصة (173 سـم)  |                                           |                                                                                              |
| أركنساس            | كيلسي داو            | جونزبورو               | 21    | 5 قدم 7 بوصة (170 سـم)  | أفضل 16                                   |                                                                                              |
| كاليفورنيا         | ناتالي باك           | شبه جزيرة بالوس فيرديس | 23    | 6 قدم 0 بوصة (183 سـم)  |                                           | متسابقة في برنامج "أميركا نيكست توب موديل"، الدورة 12                                        |
| كولورادو           | ماريبيل غونزاليس     | دنفر                   | 24    | 5 قدم 6 بوصة (168 سـم)  | أفضل 10                                   |                                                                                              |
| كونيتيكت           | ماري لين بيسكيتيلي   | نورث هيفن              | 26    | 5 قدم 6 بوصة (168 سـم)  |                                           | سابقًا ملكة جمال مراهقات كونيكتيكت الولايات المتحدة الأمريكية 2001                            |
| ديلاوير            | كريستا كلاوسن        | جورجتاون               | 19    | 5 قدم 6 بوصة (168 سـم)  |                                           |                                                                                              |
| مقاطعة كولومبيا    | مونيك تومبكينز       | واشنطن العاصمة         | 23    | 5 قدم 6 بوصة (168 سـم)  |                                           |                                                                                              |
| فلوريدا            | كارينا بريز          | ويلنغتون               | 23    | 5 قدم 8 بوصة (173 سـم)  |                                           |                                                                                              |
| جورجيا             | ياسمين ويلكينز       | جونز كريك              | 21    | 5 قدم 11 بوصة (180 سـم) | الوصيفة الرابعة                           |                                                                                              |
| هاواي              | براندي كازيميرو      | كانيوهي، هاواي ‏        | 26    | 5 قدم 9 بوصة (175 سـم)  |                                           |                                                                                              |
| أيداهو             | إرنا باليتش          | بويسي                  | 25    | 5 قدم 7 بوصة (170 سـم)  |                                           |                                                                                              |
| إلينوي             | اشلي هوكس            | فلوسمور                | 25    | 5 قدم 8 بوصة (173 سـم)  |                                           |                                                                                              |
| إنديانا            | ميغان ميرهن          | كارمل                  | 21    | 5 قدم 7 بوصة (170 سـم)  |                                           | سابقا ملكة جمال مراهقات فيرجينيا الولايات المتحدة الأمريكية 2008                             |
| آيوا               | ريبيكا هودج          | آيوا سيتي              | 22    | 5 قدم 4 بوصة (163 سـم)  |                                           |                                                                                              |
| كانساس             | جينتري ميلر          | أوفرلاند بارك          | 24    | 5 قدم 6 بوصة (168 سـم)  |                                           | سابقًا ملكة جمال مراهقات كانساس الولايات المتحدة الأمريكية 2006                               |
| كنتاكي             | أماندا ميرتز         | لويفيل                 | 25    | 5 قدم 6 بوصة (168 سـم)  |                                           |                                                                                              |
| لويزيانا           | ايرين ادمستون        | لافاييت                | 22    | 5 قدم 7 بوصة (170 سـم)  | أفضل 16                                   |                                                                                              |
| مين                | راني ويليامسون       | بورتلاند               | 25    | 5 قدم 6 بوصة (168 سـم)  | أفضل 16                                   |                                                                                              |
| ميريلاند           | نانا ميريويذر        | بوتوماك                | 27    | 6 قدم 0 بوصة (183 سـم)  | الوصيفة الأولى                            | توجت لاحقًا بلقب ملكة جمال الولايات المتحدة الأمريكية 2012 بعد فوز كولبو ملكة جمال الكون 2012 |
| ماساتشوستس         | ناتالي بيترزاك       | بوسطن                  | 26    | 5 قدم 9 بوصة (175 سـم)  |                                           |                                                                                              |
| ميشيغان            | كريستين دانيال       | ديترويت                | 21    | 5 قدم 7 بوصة (170 سـم)  | أفضل 16                                   | سابقًا ملكة جمال مراهقات ميشيغان الولايات المتحدة الأمريكية 2009                              |
| مينيسوتا           | نيتايا بانيمالايثونغ | سافاغ                  | 26    | 5 قدم 8 بوصة (173 سـم)  |                                           |                                                                                              |
| ميسيسيبي           | ميفريك غارسيا        | هاتيسبورغ              | 22    | 5 قدم 4 بوصة (163 سـم)  |                                           |                                                                                              |
| ميزوري             | كاتي كيرني           | سانت لويس              | 23    | 5 قدم 11 بوصة (180 سـم) |                                           |                                                                                              |
| مونتانا            | أوتومن مولر          | بيلينغز                | 25    | 5 قدم 8 بوصة (173 سـم)  |                                           | سابقا ملكة جمال مراهقات مونتانا الولايات المتحدة الأمريكية 2004                              |
| نبراسكا            | ايمي سبيلكر          | مالكولم                | 22    | 5 قدم 8 بوصة (173 سـم)  |                                           |                                                                                              |
| نيفادا             | جايد كيلسال          | إنتربرايز              | 26    | 5 قدم 9 بوصة (175 سـم)  | الوصيفة الثالثة                           |                                                                                              |
| نيو هامبشاير       | ريان هارمس           | روتشستر                | 23    | 5 قدم 7 بوصة (170 سـم)  |                                           |                                                                                              |
| نيو جيرسي          | ميشيل ليوناردو       | تينتون فولز            | 20    | 5 قدم 7 بوصة (170 سـم)  | أفضل 10                                   | سابقًا ملكة جمال مراهقات نيو جيرسي الولايات المتحدة الأمريكية 2008                            |
| نيو مكسيكو         | جيسيكا مارتن         | لاس كروسيس             | 21    | 5 قدم 6 بوصة (168 سـم)  |                                           | ملكة جمال نيو مكسيكو إيرث 2010                                                               |
| نيويورك            | جوانا سامبوسيني      | بروكلين                | 25    | 5 قدم 7 بوصة (170 سـم)  |                                           |                                                                                              |
| كارولاينا الشمالية | سيدني بيري           | فريتسفيل بيتش          | 21    | 5 قدم 7 بوصة (170 سـم)  |                                           | سابقا ملكة جمال مراهقات فيرمونت الولايات المتحدة الأمريكية 2008                              |
| داكوتا الشمالية    | جاسي ستوففران        | فارغو                  | 23    | 5 قدم 6 بوصة (168 سـم)  |                                           |                                                                                              |
| أوهايو             | أودري بولت           | باتافيا                | 23    | 5 قدم 10 بوصة (178 سـم) | الوصيفة الثانية                           |                                                                                              |
| أوكلاهوما          | لورين لوندين         | إدموند                 | 20    | 5 قدم 10 بوصة (178 سـم) | أفضل 10                                   |                                                                                              |
| أوريغون            | ألينا بيرغسما        | يوجين                  | 22    | 6 قدم 3 بوصة (191 سـم)  |                                           |                                                                                              |
| بنسلفانيا          | شينا مونين           | Cranberry Township ‏    | 27    | 5 قدم 7 بوصة (170 سـم)  |                                           | استقالة لاحقاً                                                                                |
| رود آيلاند         | اوليفيا كالبو        | كرانستون               | 20    | 5 قدم 7 بوصة (170 سـم)  | ملكة جمال الولايات المتحدة الأمريكية 2012 | لاحقًا ملكة جمال الكون 2012                                                                   |
| كارولاينا الجنوبية | إريكا باول           | غرينفيل                | 27    | 5 قدم 6 بوصة (168 سـم)  | أفضل 16                                   | سابقًا ملكة جمال كارولاينا الجنوبية 2005                                                      |
| داكوتا الجنوبية    | تايلور نيسين         | رابيد سيتي             | 20    | 5 قدم 9 بوصة (175 سـم)  |                                           |                                                                                              |
| تينيسي             | جيسيكا هيبلر         | ناشفيل                 | 23    | 5 قدم 6 بوصة (168 سـم)  | أفضل 16                                   |                                                                                              |
| تكساس              | بريتاني بوكر         | هيوستن                 | 21    | 5 قدم 11 بوصة (180 سـم) | أفضل 10                                   |                                                                                              |
| يوتا               | كينديل بيل           | ساندي                  | 25    | 5 قدم 8 بوصة (173 سـم)  |                                           |                                                                                              |
| فيرمونت            | جيمي دراغون          | ستو                    | 26    | 5 قدم 8 بوصة (173 سـم)  |                                           |                                                                                              |
| فرجينيا            | كاثرين مولدون        | فرجينيا بيتش           | 26    | 5 قدم 7 بوصة (170 سـم)  |                                           | سابقًا ملكة جمال مراهقات نيويورك الولايات المتحدة الأمريكية 2004                              |
| واشنطن             | كريستينا كلارك       | ساماميش                | 22    | 5 قدم 6 بوصة (168 سـم)  |                                           |                                                                                              |
| فرجينيا الغربية    | أندريا روجرز         | مرتينسبورغ             | 24    | 5 قدم 11 بوصة (180 سـم) |                                           |                                                                                              |
| ويسكونسن           | إميلي غيرين          | مونرو                  | 23    | 5 قدم 6 بوصة (168 سـم)  |                                           |                                                                                              |
| وايومنغ            | هولي ألين            | لاندر                  | 24    | 5 قدم 8 بوصة (173 سـم)  |                                           |                                                                                              |

## روابط خارجية
- موقع ملكة جمال الولايات المتحدة الأمريكية الرسمي